# Katedra św. Sarkisa w Teheranie
Katedra św. Sarkisa w Teheranie (per. کلیسای سرکیس مقدس, arm. Սուրբ Սարգիս մայր տաճար) – katedra należąca do Apostolskiego Kościoła Ormiańskiego zlokalizowana w stolicy Iranu, Teheranie. Kościół zbudowano w latach 1964–1970, fundatorem był Markar Sarkissian.

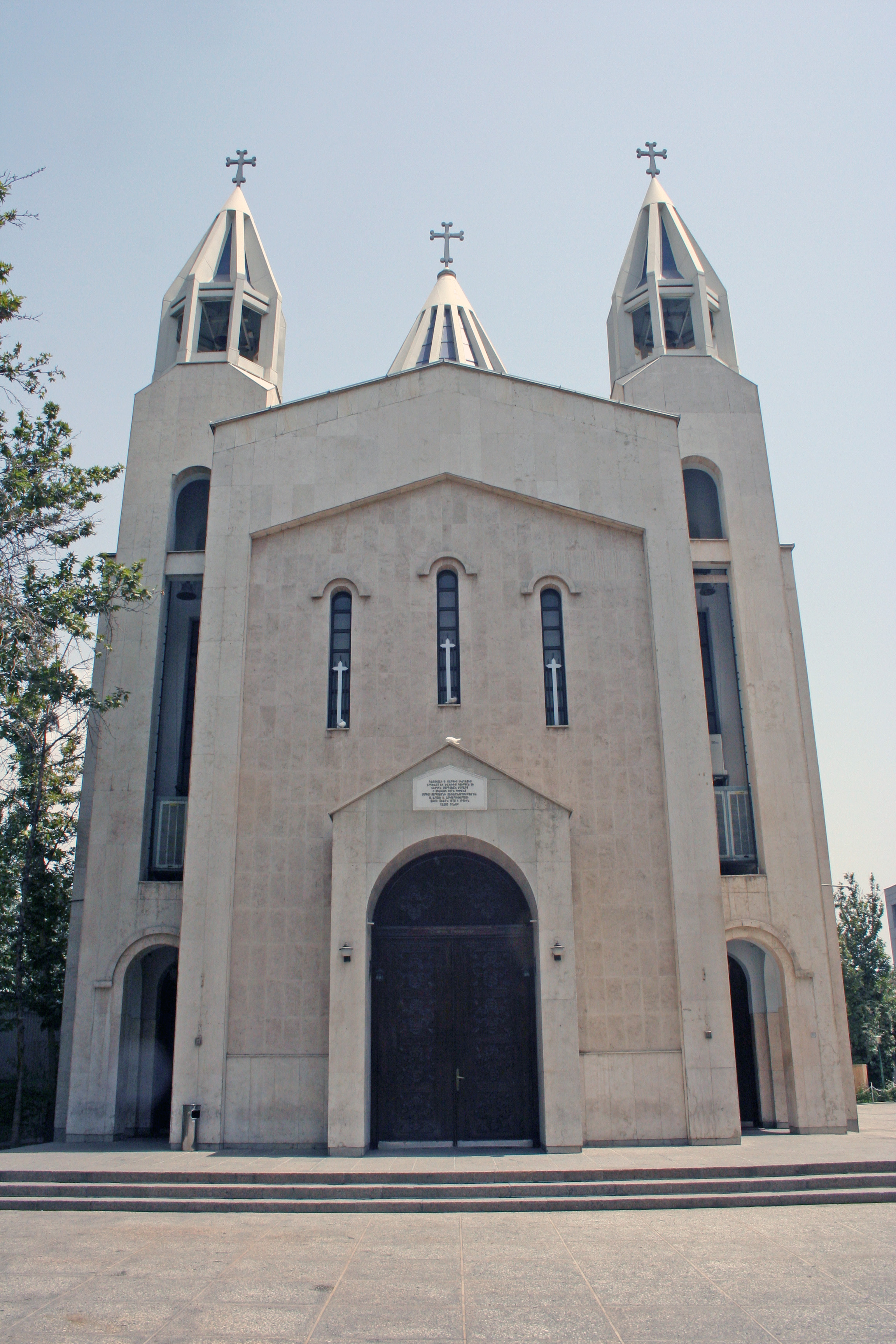
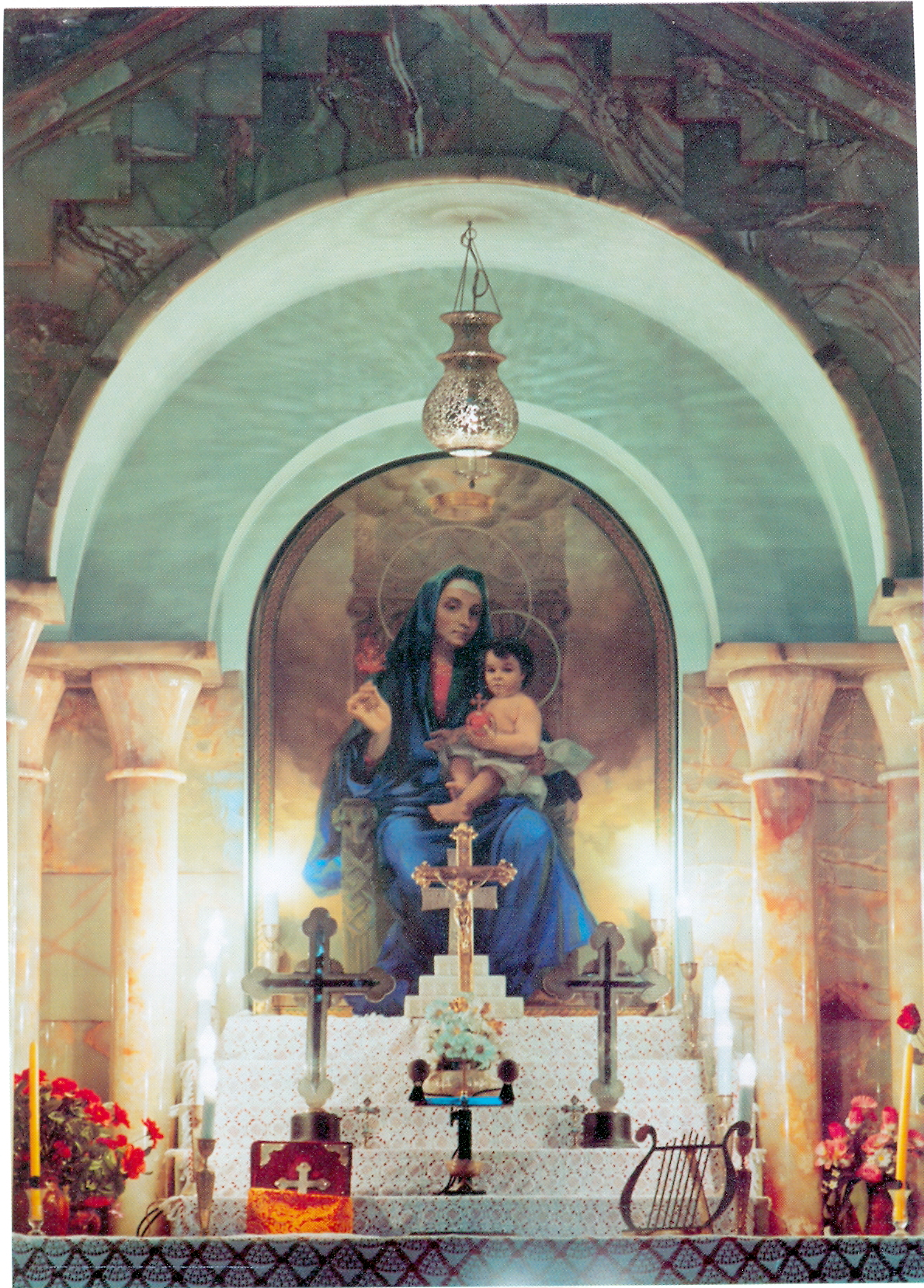
Ołtarz